# Sara Carter
Sara Carter (Copper Creek, 21 luglio 1898 – 8 gennaio 1979) è stata una musicista statunitense di musica country.
Conosciuta soprattutto per essere stata la cantante principale della Carter Family, uno dei più importanti e influenti gruppi di musica country della storia.

## Biografia
Nacque a Copper Creek, in Virginia figlia di William Sevier Dougherty e Nancy Elizabeth Kilgore.
Il 18 giugno 1915, sposò A.P. Carter, dal quale avrebbe divorziato nel 1939. Ebbero tre figli: Gladys, Janette e Joe.
Nel 1927, assieme al marito, fondò la Carter Family, di cui divenne la cantante principale. Si unì in seguito la cugina, Maybelle.
La Carter Family divenne il primo gruppo di musica country a godere di un grande successo popolare, a livello internazionale.
Dopo il divorzio, sposò il primo cugino dell'ex marito, Coy Bayes; si spostarono in California nel 1943, mettendo ufficialmente la parola fine alla prima generazione della Carter Family.
Nel 1970, fu introdotta come parte della Carter Family, nella Country Music Hall of Fame e nel 1993 apparve in un francobollo in onore della Carter Family. Nel 2001, fu introdotta nella International Bluegrass Music Hall of Honor.